# Glenn Jordan
Pour les articles homonymes, voir Jordan.
Glenn Jordan, né le 5 avril 1936 à San Antonio (Texas, États-Unis), est un réalisateur et producteur américain ayant principalement produit pour la télévision.

## Filmographie

### Comme réalisateur
- 1969 : Let Me Hear You Whisper (téléfilm)
- 1970 : Dragon Country (téléfilm)
- 1971 : The Typists (téléfilm)
- 1971 : Hogan's Goat (téléfilm)
- 1972 : Particular Men (téléfilm)
- 1973 : Wide World Mystery (série télévisée, 2 épisodes, Frankenstein: Part 1 et Frankenstein: Part 2)
- 1973 : Le Portrait de Dorian Gray (The Picture of Dorian Gray) (téléfilm)
- 1974 : Paradise Lost (téléfilm)
- 1974 : The Whirlwind (téléfilm)
- 1974-1975 : Benjamin Franklin (série télévisée, 2 épisodes, The Ambassador et The Statesman)
- 1975 : Song of the Succubus (téléfilm)
- 1975 : Shell Game (téléfilm)
- 1976 : One of My Wives Is Missing (série télévisée)
- 1976 : Eccentricities of a Nightingale (téléfilm)
- 1976 : 33 Hours in the Life of God (téléfilm)
- 1976-1977 : Family (série télévisée, 9 épisodes)
- 1977 : The Displaced Person (téléfilm)
- 1977 : Delta County, U.S.A. (téléfilm)
- 1977 : In the Matter of Karen Ann Quinlan (téléfilm)
- 1977 : The Best of Families (feuilleton)
- 1977 : Sunshine Christmas (téléfilm)
- 1978 : Les Misérables (téléfilm)
- 1979 : Friends (série télévisée, épisodes inconnus)
- 1979 : Son-Rise: A Miracle of Love (téléfilm)
- 1979 : The Family Man (téléfilm)
- 1980 : Une Femme libérée (The Women's Room) (téléfilm)
- 1981 : Only When I Laugh (téléfilm)
- 1981 : The Princess and the Cabbie (téléfilm)
- 1982 : Lois Gibbs and the Love Canal (téléfilm)
- 1984 : Copain, copine (The Buddy System)
- 1984 : Heartsounds (téléfilm)
- 1984 : Prêchi-prêcha (Mass Appeal)
- 1985 : Toughlove (téléfilm)
- 1986 : Dress Gray (en) (téléfilm)
- 1986 : Something in Common (téléfilm)
- 1955-1986 : Hallmark Hall of Fame (série télévisée, 3 épisodes, The Promise 1955, The Court-Martial of George Armstrong Custer 1977, Promise 1986)
- 1987 : L'Emprise du mal (Echoes in the Darkness) (téléfilm)
- 1988 : Jesse (téléfilm)
- 1989 : Home Fires Burning (téléfilm)
- 1990 : Challenger (téléfilm)
- 1991 : La Nouvelle Vie de Sarah (Sarah, Plain and Tall) (téléfilm)
- 1991 : Aftermath: A Test of Love (téléfilm)
- 1991 : The Boys (téléfilm)
- 1992 : O Pioneers! (en) (téléfilm)
- 1993 : Les Requins de la finance (Barbarians at the Gate) (téléfilm)
- 1993 : To Dance with the White Dog (téléfilm)
- 1994 : Jane's House (téléfilm)
- 1995 : My Brother's Keeper (titre québécois Le Sang du frère) (téléfilm)
- 1995 : Un tramway nommé Désir (A Streetcar Named Desire) (téléfilm)
- 1996 : Jake's Women (titre québécois Les Femmes de Jake) (téléfilm)
- 1996 : After Jimmy (en) (téléfilm)
- 1996 : Mary et Tim (Mary & Tim) (téléfilm)
- 1997 : A Christmas Memory (téléfilm)
- 1998 : Le Coup de l'oreillette (Legalese) (téléfilm)
- 1998 : Sur la route du souvenir (The Long Way Home) (téléfilm)
- 1999 : L'Amour égaré (Night Ride Home) (téléfilm)
- 1999 : Les Déchirements du passé (Sarah, Plain and Tall: Winter's End) (téléfilm)
- 2001 : Une vie pour une vie (Midwives, titre québécois Sages-femmes) (téléfilm)
- 2003 : Lucy (téléfilm)

### Comme producteur
- 1969 : Eh, Joe? (téléfilm)
- 1969 : Let Me Hear You Whisper (téléfilm)
- 1970 : Dragon Country (téléfilm)
- 1971 : Hogan's Goat (téléfilm)
- 1972 : Particular Men (téléfilm)
- 1974 : Paradise Lost (téléfilm)
- 1976 : Eccentricities of a Nightingale (téléfilm)
- 1979 : Friends (série télévisée, épisodes inconnus)
- 1980 : Une Femme libérée (The Women's Room) (téléfilm)
- 1986 : Dress Gray (en) (téléfilm)
- 1986 : Something in Common (téléfilm)
- 1986 : Hallmark Hall of Fame (série télévisée, 1 épisode, Promise 1986)
- 1987 : L'Emprise du mal (Echoes in the Darkness) (téléfilm)
- 1989 : Home Fires Burning (téléfilm)
- 1991 : Sarah, Plain and Tall (titre québécois La Nouvelle vie de Sarah) (téléfilm)
- 1991 : The Boys (téléfilm)
- 1992 : O Pioneers! (téléfilm)
- 1993 : To Dance with the White Dog (téléfilm)
- 1994 : Jane's House (téléfilm)
- 1995 : My Brother's Keeper (titre québécois Le Sang du frère) (téléfilm)
- 1995 : Un tramway nommé Désir (A Streetcar Named Desire) (téléfilm)
- 1996 : Jake's Women (titre québécois Les Femmes de Jake) (téléfilm)
- 1996 : After Jimmy (en) (téléfilm)
- 1996 : Mary et Tim (Mary & Tim) (téléfilm)
- 1997 : A Christmas Memory (téléfilm)
- 1998 : Le Coup de l'oreillette (Legalese) (téléfilm)
- 1998 : Sur la route du souvenir (The Long Way Home) (téléfilm)
- 1999 : L'Amour égaré (Night Ride Home) (téléfilm)
- 1999 : Les Déchirements du passé (Sarah, Plain and Tall: Winter's End) (téléfilm)
- 2001 : Une vie pour une vie (Midwives, titre québécois Sages-femmes) (téléfilm)
- 2003 : Lucy (téléfilm, producteur exécutif)

### Comme acteur
- 1986 : L'Homme qui tombe à pic (The Fall Guy) créée par Glen A. Larson (série télévisée, 1 Episode, Beach Blanket Bounty) : Glenn

### Comme scénariste
- 1977 : Family (série télévisée, 1 épisode, Coming and Goings)

## Récompenses

### Prix
- Récompensé aux Emmy Awards de 1975 pour un Feuilleton remarquable (Outstanding Limited Series) pour Benjamin Franklin (1974), partagé avec Lewis Freedman et George Lefferts
- Récompensé par la Directors Guild of America en 1977 comme remarquable réalisation dans une série dramatique (Outstanding Directorial Achievement in Dramatic Series) pour l'épisode Rites of Friendship de la série Family (1976), partagé avec Agnes Kraus, Fred Giles et Doug Morrison.
- Récompensé aux Emmy Awards de 1987 pour une 
  - Remarquable réalisation dans un feuilleton (Outstanding Directing in a Miniseries or a Special) pour Promise (en) (1986) (TV)
  - Remarquable comédie/drame (Outstanding Drama/Comedy Special) pour Promise (1986) (TV), partagé avec Peter K. Duchow, James Garner et Richard Friedenberg.
- Récompensé aux Emmy Awards de 1993 comme Remarquable film pour la télévision (Outstanding Made for Television Movie) pour Les Requins de la finance (Barbarians at the Gate, 1993, TV), partagé avec Thomas M. Hammel, Ray Stark, Marykay Powell, et en lien avec Stalin (en) (1992) (TV).
- Récompensé aux Western Heritage Awards de 1993 d'un Bronze Wrangler pour un Téléfilm (Television Feature Film) pour O Pioneers! (1992) (TV), partagé avec Craig Anderson, Jessica Lange, David Strathairn, Robert W. Lenski et Willa Cather

### Nominations
- Cité aux Emmy Awards de 1975 en vue du prix de Remarquable réalisation dans une série dramatique (Outstanding Directing in a Drama Series) pour Benjamin Franklin (1974), pour l'épisode The Ambassador.
- Cité aux Emmy Awards de 1979 en vue du prix de Remarquable réalisation dans un feuilleton (Outstanding Directing in a Limited Series or a Special) pour Les Misérables (1978) (TV)
- Cité aux Emmy Awards de 1981 en vue du prix de Remarquable drame (Outstanding Drama Special) pour Une femme libérée (The Women's Room, 1980, TV), partagé avec Philip Mandelker, Kip Gowans et Anna Cottle
- Cité aux Emmy Awards de 1986 en vue du prix de Remarquable feuilleton (Outstanding Miniseries) pour Dress Gray (en) (1986) (TV), partagé avec Frank von Zerneck Jr. et William Beaudine Jr.
- Cité aux Emmy Awards de 1988 en vue du prix de Remarquable réalisation dans un feuilleton (Outstanding Directing in a Miniseries or a Special) pour L'Emprise du mal (Echoes in the Darkness, 1987, TV)
- Cité aux Emmy Awards de 1991 en vue du prix de 
  - Remarquable réalisation dans un feuilleton (Outstanding Directing in a Miniseries or a Special) pour La Nouvelle Vie de Sarah (Sarah, Plain and Tall, 1991, TV)
  - Remarquable comédie/drame dans un feuilleton (Outstanding Drama/Comedy Special and Miniseries) pour Sarah, Plain and Tall (1991) (TV), partagé avec William Self, Glenn Close et Edwin Self
- Cité aux Emmy Awards de 1993 en vue du prix de Remarquable performance personnelle dans un feuilleton (Outstanding Individual Achievement in Directing for a Miniseries or a Special) pour Les Requins de la finance (Barbarians at the Gate, 1993, TV)
- Cité aux Emmy Awards de 1994 en vue du prix de
  - Remarquable performance personnelle dans un feuilleton (Outstanding Individual Achievement in Directing for a Miniseries or a Special) pour To Dance with the White Dog (1993) (TV)
  - Remarquable film pour la télévision (Outstanding Made for Television Movie) pour To Dance with the White Dog (1993) (TV), partagé avec Patricia Clifford, Richard Welsh, Bruce Savin et Brent Shields